# Тот, Илона
Ило́на Гизе́лла Тот (венг. Tóth Ilona Gizella; 23 октября 1932 года, Цинкота — 26 июня 1957 года, Будапешт) — венгерская студентка-медик, активная участница антикоммунистического Венгерского восстания 1956 года. Одна из шести венгерских женщин, приговорённых к смертной казни после подавления восстания. В 1957 году казнена по обвинению в убийстве сотрудника коммунистической госбезопасности. В 2001 реабилитирована. В посткоммунистической Венгрии признана героиней революции.

## Учёба и практика
Илона Гизелла Тот родилась 23 октября 1932 года в чёмёрской деревне, впоследствии включённой в черту Будапешта. В 14-летнем возрасте написала стихотворение «Ébresztő» (в переводе с венг. — «Пробудись»), стилем и содержанием напоминающее «К нации» Шандора Петёфи. Любимой книгой Илоны Тот была «Молодая гвардия» Александра Фадеева.
Училась в медицинском колледже. Состояла в Союзе рабочей молодёжи — массовой молодёжной организации правящей коммунистической ВПТ. Осенью 1956 года проходила медицинскую практику в будапештской больнице имени Шандора Петефи.

## Восстание и подполье
23 октября 1956 года, в день своего 24-летия, Илона Тот поддержала антикоммунистическое Венгерское восстание. Участвовала в будапештской студенческой демонстрации, потом присоединилась к добровольческой спасательной службе. Оказывала медицинскую помощь раненым повстанцам.
Вооружённое восстание было в целом подавлено советскими войсками к 8 ноября 1956 года. Однако разрозненные группы повстанцев продолжали сопротивление. Одним из его очагов стала больница имени Петефи. Ячейку возглавлял медик Иштван Андьял. Илона Тот занималась распространением листовок. Листовочные призывы касались защиты независимости Венгрии, требовали вывода советских войск, не затрагивая вопросов внутреннего политического устройства. Вместе с Илоной Тот подпольную работу вели слесарь-сантехник Миклош Дьёндьёши и автомеханик Ференц Гёнчи.
16 ноября полиция раскрыла подпольную ячейку в больнице имени Петефи. Были арестованы около 80 человек, в том числе Иштван Андьял. Руководство оставшейся группой взяла на себя Илона Тот.

## Дело об убийстве
18 ноября 1956 был захвачен подпольщиками и убит с особой жестокостью младший офицер госбезопасности Иштван Колар. По этому обвинению 20 ноября полиция арестовала 27-летнего Миклоша Дьёндьёши, 25-летнего Ференца Гёнчи, 24-летнюю Илону Тот и 17-летнего Йожефа Мольнара.
В 1957 году был проведён показательный процесс — единственный в ВНР, на который были допущены иностранные журналисты. На примере «дела Колара» власти стремились продемонстрировать жестокость антикоммунистических повстанцев. Подсудимые держались жёстко, заявляли, что готовы принять наказание, однако не раскаиваются в совершённом, поскольку Иштван Колар являлся вооружённым врагом революции.
В отношении Илоны Тот обвинение выглядело не вполне доказанным — ей вменялись введение Колару смертельных инъекций и нанесение ножевого удара в сердце. Однако ко времени инъецирования Колар был фактически забит насмерть, и инъекции могли являться эвтаназией. Удар ножом не был подтверждён свидетельскими показаниями. Однако суд признал всех обвиняемых виновными. Илона Тот, Миклош Дьёндьёши и Ференц Гёнчи были приговорены к смертной казни (Йожеф Молнар — к тюремному заключению). Смертные приговоры приведены в исполнение 26 июня 1957 года.

## Реабилитация и память
В 1990 году, после демонтажа коммунистического режима, Верховный суд Венгрии принял к рассмотрению иск о пересмотре приговора, но отклонил его. Десять лет спустя, в 2000 году в Венгрии был принят закон, аннулировавший большинство уголовных обвинений в отношении участников революции 1956 года. В 2001 году суд Будапешта отменил приговор в отношении Илоны Тот, признав её действия не уголовным убийством, а актом, совершённым в ходе военных действий.
Левые и либеральные авторы негативно относятся к Илоне Тот, по-прежнему считая её убийцей и отмечая особую жестокость расправы с Коларом. Однако в целом в посткоммунистической Венгрии Илона Тот была признана героиней и мученицей революции. В ряде случаев её именуют «мадьярской Жанной д’Арк».
Имя Илоны Тот значится на памятном знаке, установленном в Пассаже Корвина 5 декабря 2012 года Всемирной ассоциацией венгерских борцов за свободу — перечислены шесть венгерских женщин, казнённых после подавления восстания. У медицинского университета в Будапеште установлен бюст Илоны Тот. В Будапеште и Мишкольце её именем названы улица и больница, установлены мемориальные доски.
В 2005 году был учреждён Фонд Илоны Тот, премирующий лучших студентов-медиков Среднедунайского региона.